# Bureau of Land Management

Logo Bureau of Land Management

Bureau of Land Management (Biuro Gospodarowania Ziemią, Urząd Zagospodarowania Terenu) – federalna agencja rządowa wchodząca w skład Departamentu Zasobów Wewnętrznych Stanów Zjednoczonych. 
Pod zarządem biura znajduje się 1 070 000 km² ziemi, w większości położonej w zachodniej części kraju. Budżet biura w roku podatkowym 2007 wynosił niemal 1 miliard dolarów.